# إستير مبابازي
استير مبابازي (بالإنجليزية: Esther Mbabazi)‏ وهي طيارة محترفة في رواندا (رابع أكبر مجتمع اقتصادي في مجموعة شرق أفريقيا). هي أول امرأة في رواندا تصبح طيارة. تعمل استير لدى شركة الطيران الوطنية في رواندا.

## حياتها المبُكرة وتعليمها
ولدت في بوروندي حوالي عام 1988 ، لأبوين روانديين. والدها ووالدتها قساوسة. عندما كانت أستير في سن الثامنة من عمرها، تُوفى والدها في حادث تحطم طائرة عندما تجاوزت الطائرة التي كان يستقلها المدرج أثناء هبوطها في جمهورية الكونغو الديمقراطية المجاورة. انتقلت العائلة مرة أخرى إلى رواندا في عام 1996. تدربت في مدرسة سوروتي للطيران في أوغندا ، قبل أن تنتقل إلى طيران رواند لمواصلة تدريبها في ميامي، فلوريدا.

## عملها
عندما أنهت استير دراستها في الولايات المتحدة ، تم توظيفها من قبل شركة طيران رواند لتحل محل طيار مساعد في بوينغ 737 وبومباردييه سي آر جيه 700. كان ذلك في عام 2012 ، عندما كانت في الرابعة والعشرين من العمر.

## وصلات خارجية
- Website of Rwandair
- Rwanda's First Female Pilot